# Oligodon ocellatus
Oligodon ocellatus là một loài rắn trong họ Rắn nước. Loài này được Morice mô tả khoa học đầu tiên năm 1875.